# Pelochyta colombiana
Pelochyta colombiana là một loài bướm đêm thuộc phân họ Arctiinae, họ Erebidae.